# Mark McGuire
Mark McGuire (Cleveland, 31 dicembre 1986) è un musicista statunitense. Ex membro degli Emeralds, McGuire è un polistrumentista  che produce materiale da solista dal 2007. Ha pubblicato tre album da solista e produce musica prevalentemente strumentale che combina l'elettronica con le chitarre acustiche con un'influenza psichedelica. Ha fatto tour internazionali come solista sostenendo tra gli altri Julianna Barwick  e Jenny Hval mentre suonava in show da headliner in Europa, Nord America, Giappone e Australia.

## Biografia
Originario di Cleveland, Ohio, McGuire ha preso in mano una chitarra per la prima volta all'età di 9 anni e ha suonato in molte band delle scuole superiori. Nel 2005 è entrato a far parte della prima incarnazione di Emeralds ma ha continuato a lavorare sul proprio materiale. Molte di queste registrazioni sono apparse su CD-R ad edizione limitata e su cassette distribuite tra amici. La sua prima uscita regolare è stata un EP a 5 tracce, Solo Acoustic Vol. 2, che era parte di una serie di canzoni acustiche curata da Steve Lowenthal per l'etichetta VDSQ. Il disco ha ricevuto apprezzamenti tra gli altri di Al Doyle di Hot Chip.
Nel 2010 ha pubblicato il suo primo album solista regolare Living With Yourself che includeva vari pezzi e arrangiamenti registrati nell'arco di tre anni. L'album è stato "ispirato dalla mia famiglia, dagli amici che ho conosciuto meglio in tutta la mia vita e da tutto ciò che mi ha portato a dove sono adesso". L'album è apparso sulle edizioni dell'etichetta austriaca Mego con recensioni generalmente favorevoli.
Nel 2011 McGuire ha deciso di lasciare la sua città natale e di trasferirsi a Portland (OR). Nello stesso anno, Peter Rehberg delle edizioni di Mego ha curato una raccolta del materiale autoprodotto che McGuire aveva accumulato negli anni. Intitolato A Young Person's Guide To Mark McGuire, conteneva due dischi con venti tracce selezionati. Prima di lasciare Cleveland, McGuire aveva cominciato a lavorare al suo successivo album da solista, Get Lost, completandolo nei primi mesi dopo il trasferimento. Lo ha descritto come "un riflesso di molte cose che stavano accadendo nella mia testa in quel momento e delle cose che stavano accadendo intorno a me".  Pubblicato nel settembre 2011, l'album è stato descritto dal New York Times come "l'album è caldo, ben ritmato, rassicurante, sicuro di sé e di lunghezza fattibile; è anche consapevolmente ingenuo nel sentirsi floscio e stranamente distante”.
Nel gennaio 2013 è stato annunciato che McGuire aveva lasciato Emeralds per motivi non specificati. Nel corso dell'anno si è trasferito a Los Angeles dopo aver completato il suo terzo album da solista, Along the Way. Pubblicato il 3 febbraio 2014, tramite Dead Oceans Records, McGuire ha descritto l'album come "il viaggio di un individuo che entra nel mondo e la sua ricerca della vera conoscenza dell'universo e di se stesso".

## Discografia
Album
- Living With Yourself (2010)
- Get Lost (2012)
- Along the Way (2014)
- Noctilucence (2014)
- Beyond Belief (2015)
- Ideas of Beginning (2017)

EP
- Solo Acoustic Vol. 2 (2009)

Collezione
- A Young Person's Guide to Mark McGuire (maggio 2011)